# Alison Burton
Alison Violet Burton (Melbourne, 3 novembre 1921 – Hobart, 9 giugno 2014) è stata una tennista australiana.

## Biografia
Nel 1946 si è sposata con Bob Baker e ha iniziato a scendere in campo con il cognome da coniugata, la figlia Barbara è stata nominata nel 2021 governatrice della Tasmania.

## Carriera
A livello giovanile ha vinto tre titoli consecutivi nel doppio ragazze agli Australian Championships, dal 1938 al 1940 in coppia con Joyce Wood. Dopo il secondo conflitto mondiale è tornata in campo agli Australian Championships dove si è spinta fino alle semifinali nell'edizione 1949, sconfitta da Doris Hart, mentre ha raggiunto la finale nel doppio femminile in coppia con Mary Hawton.
Ha affrontato in tre occasioni il viaggio in Europa per disputare il torneo di Wimbledon ottenendo come miglior risultato il terzo turno nel doppio femminile del 1947 insieme a Effie Hemmant.

## Finali nei tornei del Grande Slam

### Doppio

#### Finali perse (1)
| Anno | Torneo                   | Compagna    | Avversarie in finale      | Punteggio |
| 1952 | Australian Championships | Mary Hawton | Nancye Bolton Thelma Long | 1–6, 1–6  |